# Officers' Training Corps
Le Officers' Training Corps (OTC),,, officiellement University Officers' Training Corps (UOTC), est une section de la réserve britannique (anciennement appelé la Territorial Army) qui entraîne des étudiants au commandement militaire dans les universités britanniques.  Les étudiants de l'UOTC ne sont pas qualifiées pour servir dans les opérations militaires, et peuvent démissionner quand ils le souhaitent sur demande et la majorité de ces étudiants ne rejoignent pas l'armée d'active ou de réserve après leurs études,.

## Sources
- (en) Cet article est partiellement ou en totalité issu de l’article de Wikipédia en anglais intitulé « Officers' Training Corps » (voir la liste des auteurs).